# 해리 대닝
해리 대닝(영어: Harry Danning, 1911년 9월 6일~2004년 11월 29일)은 "해리 더 호스"(영어: Harry the Horse)라는 별명으로 알려진 미국의 프로 야구 선수이다. 메이저 리그 베이스볼(MLB)에서 포수로 뛰었으며, 뉴욕 자이언츠에서만 선수 생활을 했다. 선수 시절 타격과 수비를 겸비한 포수로 유명했다. 우투우타였으며, 1938년부터 1941년까지 4년 연속 내셔널 리그 올스타에 선정되었다.

## 더 읽어보기
- Van Blair, Rick (1994). 《Dugout to Foxhole: Interviews with Baseball Players Whose Careers Were Affected by World War II》. Jefferson, North Carolina: McFarland & Company. ISBN 078640017X.